# Rinodina boulderensis
Rinodina boulderensis är en lavart som beskrevs av Sheard. Rinodina boulderensis ingår i släktet Rinodina och familjen Physciaceae.   Inga underarter finns listade i Catalogue of Life.